# 오리야인
오리야인(오리야어: ଓଡ଼ିଆ ଲୋକ)은 오디샤주에서 기원한 오리야어를 사용하는 인도아리아인들의 총칭이다. 과거에 칼링가, 마하메가바하나, 동강가 등 오디샤주를 중심으로 여러 왕조국가를 건설하였다.

## 같이 보기
- 오리야어
- 오디샤주
- 칼링가